# Lilla Utterträsket (Arvidsjaurs socken, Lappland)
Lilla Utterträsket är en sjö i Arvidsjaurs kommun i Lappland och ingår i Åbyälvens huvudavrinningsområde. Sjöns area är 0,05 kvadratkilometer och den är belägen 421,2 meter över havet.